# خيسوس سيلفا هيرزوغ
خيسوس سيلفا هيرزوغ هو صحفي ومؤرخ واقتصادي وسياسي مكسيكي، ولد في 14 نوفمبر 1892 في مدينة سان لويس بوتوسي في المكسيك، وتوفي في 13 مارس 1985 في مدينة مكسيكو في المكسيك.